# Bouna Sarr
Pour les articles homonymes, voir Sarr.
Bouna Sarr, né le 31 janvier 1992 à Lyon, est un footballeur international sénégalais qui évolue au poste de latéral droit.
Produit du centre de formation du FC Metz où il y fera ses débuts en professionnel, il commence sa carrière en tant que milieu offensif droit. Lors de son passage à l'Olympique de Marseille, alors qu'il peine à confirmer de bonnes prestations en attaque, il descend d'un cran sur le terrain pour devenir latéral droit. Il obtient de bons résultats à ce poste et devient un des meilleurs latéraux du championnat de France sous l'entraîneur Rudi Garcia, puis sous André Villas Boas.
En 2020, après plusieurs saisons à l'Olympique de Marseille dont une finale d'Europa League en 2018 où il est élu dans l'équipe type de la compétition, il rejoint le Bayern Munich pour la somme d'environ 10 millions d'euros.

## Biographie
Bouna Sarr est né le 31 janvier 1992, à Lyon, d'un père sénégalo-guinéen et d'une mère guinéenne originaire de Gaoual au Fouta-Djalon.
Il commence le football à l’âge de 6 ans dans un club de quartier, le FC Gerland, dans le 7e arrondissement de Lyon.
Il y joue jusqu’en benjamin première année, puis il intègre la préformation de l’Olympique lyonnais jusqu’à ses 14 ans.
Il arrive au centre de formation du FC Metz à l’âge de 17 ans, en U19. Il y remporte la Coupe Gambardella en 2010.
Le 29 juillet 2011, il joue son premier match officiel contre le Tours FC. Le 18 mai suivant, il marque son premier but lors du match retour.
Il connaît alors la rétrogradation de l'équipe en national. Mais la saison suivante, le club remonte en L2 avant de remporter le championnat de France de Ligue 2 2014.
La saison suivante, il découvre la Ligue 1 pour la première fois après deux promotions consécutives.
Il joue son premier match de Ligue 1 le 9 août 2014 contre Lille avant de marquer son premier but en L1 le 28 février 2015 contre Évian TG.

### Olympique de Marseille (2015-2020)
Le 3 juillet 2015, l'Olympique de Marseille annonce avoir trouvé un accord de principe avec le joueur pour son transfert. Trois jours plus tard, il passe sa visite médicale et signe officiellement à l'OM pour cinq saisons. Le transfert est estimé à 1,5 million d'euros. Lors de la préparation d'inter-saison, il marque deux buts en matchs amicaux avec son nouveau club.
Il joue son premier match officiel sous le maillot olympien lors de la première journée de Ligue 1 contre le SM Caen. Un mois plus tard, il joue le premier match européen de sa carrière lors de la phase de poule de Ligue Europa contre le FC Groningue. Il marque son premier but sous le maillot marseillais le 6 décembre 2015 en égalisant face au Montpellier HSC au Vélodrome avant de récidiver dix jours plus tard lors du huitième de finale Coupe de la Ligue face à Bourg-en-Bresse.
Lors de la saison 2017-2018, et plus précisément depuis janvier, il est repositionné arrière droit, et enchaîne les bonnes prestations sous le maillot olympien. Grâce à ses prestations au poste de latéral droit, Bouna Sarr prolonge son contrat avec l'Olympique de Marseille le 2 mai 2018. L'ancien Messin est désormais lié au club phocéen jusqu'en 2022. Il connaît une finale de Ligue Europa en 2018 et termine vice-champion de France en 2020.

### Bayern Munich (2020-2024)
Le 5 octobre 2020, Bouna Sarr s'engage avec le club allemand du Bayern Munich pour une durée de quatre ans. Il joue son premier match dix jours plus tard en étant titulaire en Coupe d'Allemagne contre le GFC Düren offrant deux passes décisives à Choupo-Moting lors d'une victoire trois buts à zéro. Une semaine plus tard il entre en jeu contre l'Atlético de Madrid pour le premier match de Ligue des champions de sa carrière. Pour sa première saison en Bavière, il est un joueur de rotation et prend part à quinze rencontres toutes compétitions confondues. Il remporte toutefois ses premiers titres majeurs en étant champion d'Allemagne et remportant la Coupe du monde des clubs.
Sa seconde saison au club débute par un nouveau titre, entrant en fin de match en Supercoupe d'Allemagne contre le Borussia Dortmund. Une semaine plus tard, il inscrit son premier but sous le maillot du Bayern profitant d'une titularisation contre l'équipe de troisième division du Bremer SV en Coupe d'Allemagne, remporté douze buts à zéro.
Le 1er décembre 2023, il est opéré au genou gauche pour traiter une déchirure du ligament croisé antérieur.
En fin de contrat, le club bavarois décide de ne pas prolonger le joueur de 32 ans. Le FC Bayern München décide de lui rendre un hommage lors du dernier match de la saison à l'Allianz Arena contre le VfL Wolfsburg.

### Carrière internationale
Le 30 décembre 2014, il est sélectionné pour la première fois en équipe nationale de Guinée, pour disputer la coupe d'Afrique des nations 2015 en Guinée Équatoriale, mais décide de ne pas prendre part à cette compétition, préférant se consacrer à son club.
Il est supervisé par l'équipe de France en vue des matchs amicaux ayant lieu en mars 2018, et pour la coupe du monde qui aura lieu en Russie. Mais qui finalement ne sera pas dans la liste des 23 ou même dans les réservistes pour la Coupe du monde. Convoité par le Sénégal d'Aliou Cissé, pays d'origine de son grand-père paternel, pour participer à la Coupe du monde 2018 en Russie, il rejette la proposition sénégalaise et réaffirme sa volonté de jouer en équipe de France. Il ne participera pas finalement à cette compétition.
En novembre 2020, la presse annonce que Didier Deschamps voulait le convoquer mais son club refuse pour des raisons médicales,.
En septembre 2021, il est convoqué pour la première fois avec l'équipe du Sénégal pour la rencontre face à la Namibie, comptant pour les éliminatoires du de la Coupe du monde 2022.
Rapidement titulaire indiscutable, il remporte son premier trophée international lors de la CAN 2021.

## Statistiques
Le tableau ci-dessous retrace la carrière de Bouna Sarr depuis ses débuts :
| Saison                | Club                   | Championnat           | Championnat | Championnat | Championnat | Coupe nationale | Coupe nationale | Coupe nationale | Coupe de la Ligue | Coupe de la Ligue | Coupe de la Ligue | Supercoupe | Supercoupe | Supercoupe | Compétition(s) continentale(s) | Compétition(s) continentale(s) | Compétition(s) continentale(s) | Compétition(s) continentale(s) | Total | Total | Total |
| Saison                | Club                   | Division              | M.          | B.          | P.d.        | M.              | B.              | P.d.            | M.                | B.                | P.d.              | M.         | B.         | P.d.       | Comp.                          | M.                             | B.                             | P.d.                           | M.    | B.    | P.d.  |
| 2011-2012             | FC Metz                | Ligue 2               | 9           | 1           | 0           | 2               | 0               | 0               | -                 | -                 | -                 | -          | -          | -          | -                              | -                              | -                              | -                              | 11    | 1     | 0     |
| 2012-2013             | FC Metz                | National              | 29          | 3           | 0           | 4               | 0               | 0               | 3                 | 0                 | 0                 | -          | -          | -          | -                              | -                              | -                              | -                              | 36    | 3     | 0     |
| 2013-2014             | FC Metz                | Ligue 2               | 28          | 1           | 5           | 1               | 0               | 0               | 1                 | 0                 | 0                 | -          | -          | -          | -                              | -                              | -                              | -                              | 30    | 1     | 5     |
| 2014-2015             | FC Metz                | Ligue 1               | 30          | 2           | 2           | 2               | 1               | 0               | 1                 | 0                 | 1                 | -          | -          | -          | -                              | -                              | -                              | -                              | 33    | 3     | 3     |
| Sous-total            | Sous-total             | Sous-total            | 96          | 7           | 7           | 9               | 1               | 0               | 5                 | 0                 | 1                 | -          | -          | -          | -                              | -                              | -                              | -                              | 110   | 8     | 8     |
| 2015-2016             | Olympique de Marseille | Ligue 1               | 25          | 2           | 1           | 3               | 0               | 0               | 2                 | 1                 | 0                 | -          | -          | -          | C3                             | 3                              | 0                              | 0                              | 33    | 3     | 1     |
| 2016-2017             | Olympique de Marseille | Ligue 1               | 26          | 0           | 1           | 1               | 0               | 0               | 2                 | 1                 | 0                 | -          | -          | -          | -                              | -                              | -                              | -                              | 29    | 1     | 1     |
| 2017-2018             | Olympique de Marseille | Ligue 1               | 29          | 0           | 3           | 3               | 0               | 1               | 1                 | 0                 | 0                 | -          | -          | -          | C3                             | 15                             | 1                              | 0                              | 48    | 1     | 4     |
| 2018-2019             | Olympique de Marseille | Ligue 1               | 29          | 1           | 1           | 1               | 0               | 0               | 1                 | 0                 | 0                 | -          | -          | -          | C3                             | 6                              | 0                              | 0                              | 37    | 1     | 1     |
| 2019-2020             | Olympique de Marseille | Ligue 1               | 27          | 1           | 3           | 4               | 1               | 0               | 1                 | 0                 | 0                 | -          | -          | -          | -                              | -                              | -                              | -                              | 32    | 2     | 3     |
| 2020-2021             | Olympique de Marseille | Ligue 1               | 2           | 0           | 0           | -               | -               | -               | -                 | -                 | -                 | -          | -          | -          | -                              | -                              | -                              | -                              | 2     | 0     | 0     |
| Sous-total            | Sous-total             | Sous-total            | 138         | 4           | 9           | 12              | 1               | 1               | 7                 | 2                 | 0                 | -          | -          | -          | -                              | 24                             | 1                              | 0                              | 181   | 8     | 10    |
| 2020-2021             | Bayern Munich          | Bundesliga            | 8           | 0           | 1           | 2               | 0               | 2               | -                 | -                 | -                 | -          | -          | -          | C1                             | 5                              | 0                              | 0                              | 15    | 0     | 3     |
| 2021-2022             | Bayern Munich          | Bundesliga            | 5           | 0           | 0           | 1               | 1               | 0               | -                 | -                 | -                 | 1          | 0          | 0          | C1                             | 5                              | 0                              | 0                              | 12    | 1     | 0     |
| 2022-2023             | Bayern Munich          | Bundesliga            | 1           | 0           | 0           | -               | -               | -               | -                 | -                 | -                 | -          | -          | -          | C1                             | -                              | -                              | -                              | 1     | 0     | 0     |
| 2023-2024             | Bayern Munich          | Bundesliga            | 2           | 0           | 0           | 2               | 0               | 1               | -                 | -                 | -                 | -          | -          | -          | C1                             | 1                              | 0                              | 0                              | 5     | 0     | 1     |
| Sous-total            | Sous-total             | Sous-total            | 16          | 0           | 1           | 5               | 1               | 3               | 0                 | 0                 | 0                 | 1          | 0          | 0          | -                              | 11                             | 0                              | 0                              | 33    | 1     | 4     |
| Total sur la carrière | Total sur la carrière  | Total sur la carrière | 250         | 11          | 12          | 26              | 3               | 4               | 12                | 2                 | 0                 | 1          | 0          | 0          | -                              | 35                             | 1                              | 0                              | 324   | 17    | 16    |

### Liste des matchs internationaux
| Matches internationaux de Bouna Sarr | Matches internationaux de Bouna Sarr | Matches internationaux de Bouna Sarr               | Matches internationaux de Bouna Sarr | Matches internationaux de Bouna Sarr | Matches internationaux de Bouna Sarr                | Matches internationaux de Bouna Sarr |
|                                      | Date                                 | Lieu                                               | Adversaire                           | Résultat                             | Compétition                                         | Notes                                |
| ------------------------------------ | ------------------------------------ | -------------------------------------------------- | ------------------------------------ | ------------------------------------ | --------------------------------------------------- | ------------------------------------ |
| 1.                                   | 9 octobre 2021                       | Stade Léopold-Sédar-Senghor, Dakar, Sénégal        | Namibie                              | 4 - 1                                | Éliminatoires mondial 2022                          | Titulaire.                           |
| 2.                                   | 13 octobre 2021                      | Orlando Stadium, Soweto, Afrique du Sud            | Namibie                              | 1 - 3                                | Éliminatoires mondial 2022                          | Titulaire.                           |
| 3.                                   | 11 novembre 2021                     | Stade de Kégué, Lomé, Togo                         | Togo                                 | 1 - 1                                | Éliminatoires mondial 2022                          | Titulaire.                           |
| 4.                                   | 14 novembre 2021                     | Stade Lat-Dior, Thiès, Sénégal                     | Congo                                | 2 - 0                                | Éliminatoires mondial 2022                          | Titulaire.                           |
| 5.                                   | 10 janvier 2022                      | Stade de Kouekong, Bafoussam, Cameroun             | Zimbabwe                             | 1 - 0                                | CAN 2022                                            | Titulaire.                           |
| 6.                                   | 14 janvier 2022                      | Stade de Kouekong, Bafoussam, Cameroun             | Guinée                               | 0 - 0                                | CAN 2022                                            | Titulaire.                           |
| 7.                                   | 18 janvier 2022                      | Stade de Kouekong, Bafoussam, Cameroun             | Malawi                               | 0 - 0                                | CAN 2022                                            | Titulaire.                           |
| 8.                                   | 25 janvier 2022                      | Stade de Kouekong, Bafoussam, Cameroun             | Cap-Vert                             | 2 - 0                                | CAN 2022                                            | Titulaire.                           |
| 9.                                   | 30 janvier 2022                      | Stade Ahmadou Ahidjo, Yaoundé, Cameroun            | Guinée équatoriale                   | 3 - 1                                | CAN 2022                                            | Titulaire.                           |
| 10.                                  | 2 février 2022                       | Stade Ahmadou Ahidjo, Yaoundé, Cameroun            | Burkina Faso                         | 3 - 1                                | CAN 2022                                            | Titulaire.                           |
| 11.                                  | 6 février 2022                       | Stade d'Olembé, Yaoundé, Cameroun                  | Égypte                               | 0 - 0 (tab 4-2)                      | CAN 2022                                            | Titulaire.                           |
| 12.                                  | 25 mars 2022                         | Stade Cairo International, Le Caire, Égypte        | Égypte                               | 1 - 0                                | Éliminatoires de la Coupe du monde de football 2022 | Titulaire.                           |
| 13.                                  | 29 mars 2022                         | Stade olympique de Diamniadio, Diamniadio, Senegal | Égypte                               | 1 - 0                                | Éliminatoires de la Coupe du monde de football 2022 | Titulaire.                           |

## Palmarès

### En club
FC Metz (U-19)
Coupe Gambardella (1) :
- Vainqueur : 2010

 FC Metz
Ligue 2 (1) :
- Champion : 2014

 Olympique de Marseille
Ligue Europa : 
- Finaliste : 2018

Ligue 1 : 
- Vice-champion : 2020

 Bayern Munich
Coupe du monde des clubs (1) : 
- Vainqueur : 2020

Bundesliga (3) :
- Champion : 2021, 2022 et 2023

Supercoupe d'Allemagne (1) :
- Vainqueur : 2021

### En sélection nationale
- Sénégal
  - Coupe d'Afrique des nations (1) 
    - Vainqueur: 2021.

### Distinction personnelle
- Membre de l’équipe-type de la Ligue Europa 2018[20],[21].